# Carmelo’s Jazz Club
Carmelo’s Jazz Club  war ein Jazzclub in Los Angeles, der von 1960 bis Mitte der 1980er-Jahre bestand.
Carmelo’s Jazz Club befand sich in Sherman Oaks, einer Vorstadt von Los Angeles im Süden des San Fernando Valley, das ein Zentrum italienischer Einwanderer war; dort befanden sich zahlreiche italienische Restaurants, die gleichzeitig Auftrittsmöglichkeiten für Jazzmusiker boten. Dies waren Barone’s (das 1945 in Sherman Oaks eröffnete), Vitello’s (in den 1960ern in Studio City) und das Carmelo’s, das 1960 eröffnet wurde. Besitzer des Clubs waren Chuck und Carmelo Piscitello.  Anfangs hatte die Spielstätte rund 100 Sitzplätze, bevor sie noch kurz vor ihrer endgültigen Schließung auf die doppelte Größe ausgebaut wurde.
Dort traten in den frühen 1980er-Jahren u. a. die Bands von Bill Berry, Les DeMerle, Bob Florence, Biff Hannon, Peter Herbolzheimer, Don Menza, Jack Nimitz, Ruth Price, Jack Sheldon und Snooky Young auf. Von 1980 bis 1984 entstanden  auch Mitschnitte der Auftritte von Shelly Manne, Sal Nistico, Pat Britt,  Don Menza (Hip Pocket), Mat Marucci (Extensity), Terry Gibbs/Buddy DeFranco (Air Mail Special) und der Blue Wisp Big Band (Rollin’ with Von Ohlen and Live at Carmelo’s, Sea Breeze Jazz 1984).